# Rebecca Finlay
Rebecca Finlay (ur. 27 grudnia 1984) – nowozelandzka judoczka.
Zdobyła trzy medale mistrzostw Oceanii w latach 2002 - 2004. Mistrzyni kraju w 2002, 2004 i 2005 roku.